# CSDN
Китайская Сеть Разработчиков (англ. Chinese Software Developer Network, China Software Developer Network, CSDN) — сеть Байлина Мидами (англ. Bailian Midami) из Digital Technology Co., Ltd., одна из крупнейших сетей для программистов в Китае. CSDN представляет собой форумы, блоги, новости ИТ и другие сервисы. На данный момент в CSDN насчитывается около 10 миллионов зарегистрированных пользователей.

## История
- В марте 1999 года был создан сайт[1].
- В декабре того же года был запущен форум для специалистов ИТ.
- В октябре 2000 начал выпускаться журнал «程序员» (с кит. — ««Программист»»).
- 18 сентября 2003 в сотрудничестве с CSDN и Broadview Information Co., Ltd. (кит. 北京博文视点资讯有限公司) было создано издательство электорнной промышленности 电子工业出版社[кит.] (Publishing House of Electronics Industry).
- В январе 2006 было основано Century Network Technology Co., Ltd. (кит. 世纪网络技术有限公司).

## Сервисы
- Форумы с системой рейтинга.
- Хостинг блогов[2] с более чем 70000 блогерами на 2005 год[обновить данные].
- Центр документации[3].
- Новости ИТ[4].
- Сервис поиска работы[5] и обучения[6].

### Форумы
На форумах CSDN можно получить помощь: программист описывает проблему в новой теме, указывая плату за ответ, а затем ждёт ответов. В некоторых популярных разделах программист может получить ответ в течение нескольких часов, если не минут. Большинство ответов короткие, но достаточные, чтобы указать на ошибку и дать возможные решения. Иногда ответные сообщения включают в себя код, который может быть очень большим. Большинство сообщений пишутся на упрощённом китайском языке, однако традиционный китайский и английский не являются редкостью. Культура обмена знаниями и взаимопомощь являются доминирующими в CSDN.
Темы в основном связаны с ИТ и в большинстве своём являются вопросами в программировании, но политические и жизненные темы также являются активными. Сервис был закрыт, скорее всего, по политическим причинам, потому что многие слова, такие как имена политических лидеров и организаций, были запрещены в использовании. Тем не менее, политические дискуссии по-прежнему активны, просто для них используется умышленно неправильное написание слов.

### Блог
Хостинг блогов даёт возможность создавать технические блоги. Из-за большого количества блогов сервис работает медленнее. В декабре 2005 Baidu оценила CSDN как один из лучших хостингов.

## Критика
Некоторые люди жалуются, что сайт потребляет много времени процессора, используя XML. Другие жалуются на недружественный интерфейс в Internet Explorer. Несмотря на это, сайт набрал 1.3 млн голосов в Alexa Internet.

## Утечки информации
В декабре 2011 года информация 6.000.000 пользователей утекла. Утечка произошла из-за незашифрованной базы данных паролей пользователей.